# Cyllamyces aberensis
Cyllamyces aberensis är en svampart som beskrevs av Ozkose, B.J. Thomas, D.R. Davies, G.W. Griff. & Theodorou 2001. Cyllamyces aberensis ingår i släktet Cyllamyces och familjen Neocallimastigaceae.   Inga underarter finns listade i Catalogue of Life.